# Velké Karlovice
Velké Karlovice település Csehországban, Vsetíni járásban. Velké Karlovice Hutisko-Solanec, Karolinka, Horní Bečva, Bílá és Trencsénmakó településekkel határos. Lakosainak száma 2373 fő (2024. január 1.).

## Népesség
A település lakosságának változását az alábbi diagram mutatja:
| Lakosok száma | 4572 | 5110 | 5289 | 3689 | 2991 | 2676 | 2455 | 2385 | 2310 | 2373 |
|               | 1869 | 1890 | 1921 | 1950 | 1980 | 2001 | 2017 | 2019 | 2022 | 2024 |